# Hydropsyche emarginata
Hydropsyche emarginata là một loài Trichoptera trong họ Hydropsychidae. Chúng phân bố ở miền Cổ bắc.